# Crisina canariensis
Crisina canariensis is een mosdiertjessoort uit de familie van de Crisinidae. De wetenschappelijke naam van de soort werd, als Idmonea canariensis, voor het eerst geldig gepubliceerd in 1853 door Alcide d'Orbigny.